# Larek
La isla de Larek (en inglés, Larak o Lark Island) es una isla en las costas de Irán en el golfo Pérsico que ha sido uno de los mayores puntos iraníes de exportación de crudo desde 1987. Fue bombardeada por Irak en noviembre y diciembre de 1986 como parte de la guerra Irán-Irak.
La isla contiene una base militar iraní que mantiene varios misiles de fabricación china Silkworm HY-2 tierra a tierra, ubicados allí en 1987.
La isla tiene una superficie de 49 km². Durante su ocupación en el siglo XVI, los portugueses construyeron fortalezas, lo mismo que en Qeshm y en la isla de Ormuz.